# Sophie Delorme Duret
Pour les articles homonymes, voir Delorme et Duret.
Sophie Delorme Duret, née le 29 mars 1971 à Grenoble (Isère), est une personnalité politique française. Suppléante d'Olga Givernet, députée de la 3e circonscription de l'Ain, elle siège à l'Assemblée nationale du 22 octobre 2024 au 23 janvier 2025 à la suite de la participation de celle-ci à l'éphémère gouvernement Michel Barnier.

## Biographie
Sophie Delorme Duret ou Delorme est née le 29 mars 1971 à Grenoble, en Isère. Elle est mariée et mère de trois enfants. Docteure en pharmacie, elle exerce la profession de pharmacienne à Ornex, dans l'Ain, jusqu'en 2021, puis dans la commune voisine de Ferney-Voltaire. Elle est également présidente de la Communauté Professionnelle Territoriale de Santé (CPTS) du Pays de Gex dans laquelle elle œuvre à l'amélioration de l'accès aux soins, avec par exemple la mise en place d'un service de vaccinations du voyageur dans les pharmacies de la CPTS.
Lors des élections législatives des 30 juin et 7 juillet 2024, elle est suppléante de la députée sortante Olga Givernet qui est réélue  au second tour avec 63,00 % des suffrages exprimés contre 37,00 % à la candidate du RN. Le 21 septembre 2024, Olga Givernet est nommée ministre déléguée chargée de l'Énergie auprès de la ministre de la Transition écologique, de l’Énergie, du Climat et de la Prévention des risques du gouvernement Michel Barnier. Celle-ci annonce le 1er octobre que sa suppléante la remplacera à l'Assemblée nationale le 22 octobre 2024. Sophie Delorme Duret devient députée à cette date. À l'Assemblée, elle est membre de la Commission des affaires sociales.